# Elymnias hypermnestra
Elymnias hypermnestra là một loài bướm ngày trong họ Satyrinae được tìm thấy ở nam châu Á. Loài này dị hình giới tính. Con đực có phía trên cánh trước màu đen với các mảng xanh lục nhỏ và màu nâu đỏ ở phía trên cánh trước còn con cái bắt chước các loài bướm trong chi Danaus.

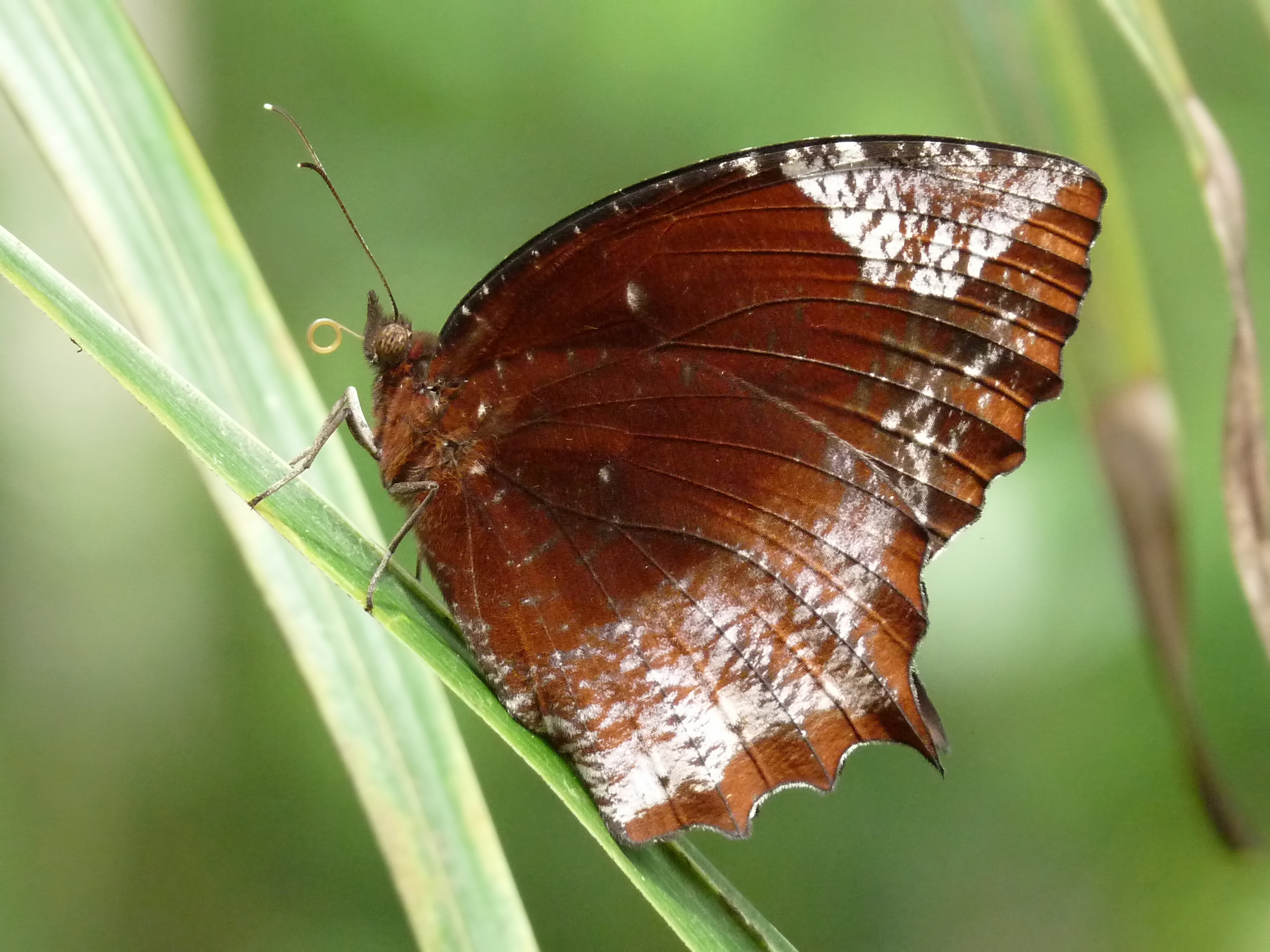
Con đực, giống caudata ở nam Ấn Độ

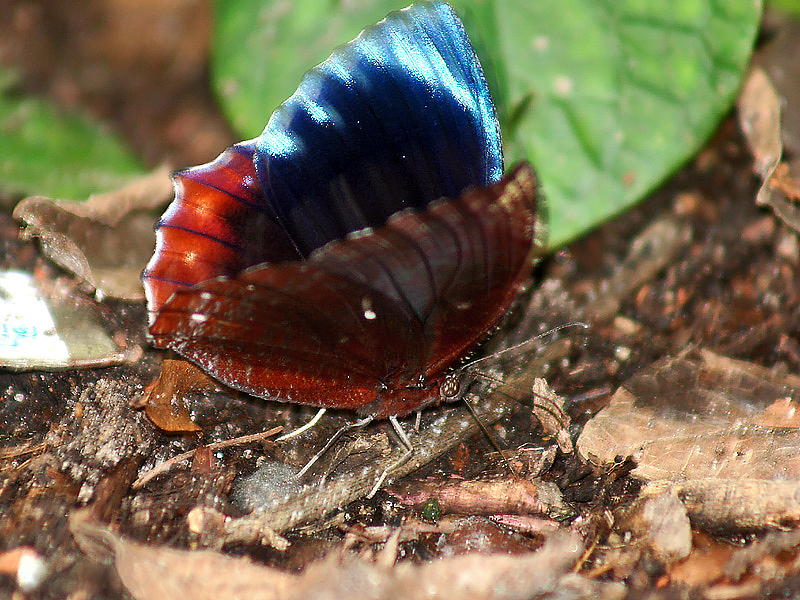
Giống undularis ở Kolkata, Ấn Độ

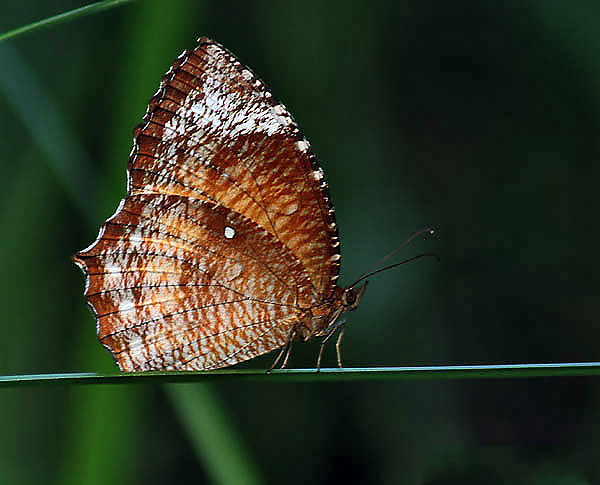
Giống undularis ở Kolkata, Ấn Độ

## Life history
Loài này ăn các loài Cocos nucifera, Calamus pseudo-tenuis, Calamus rotang, Calamus thwaitesii, Phoenix lourerii và Licuala chinensis.

## Hình ảnh

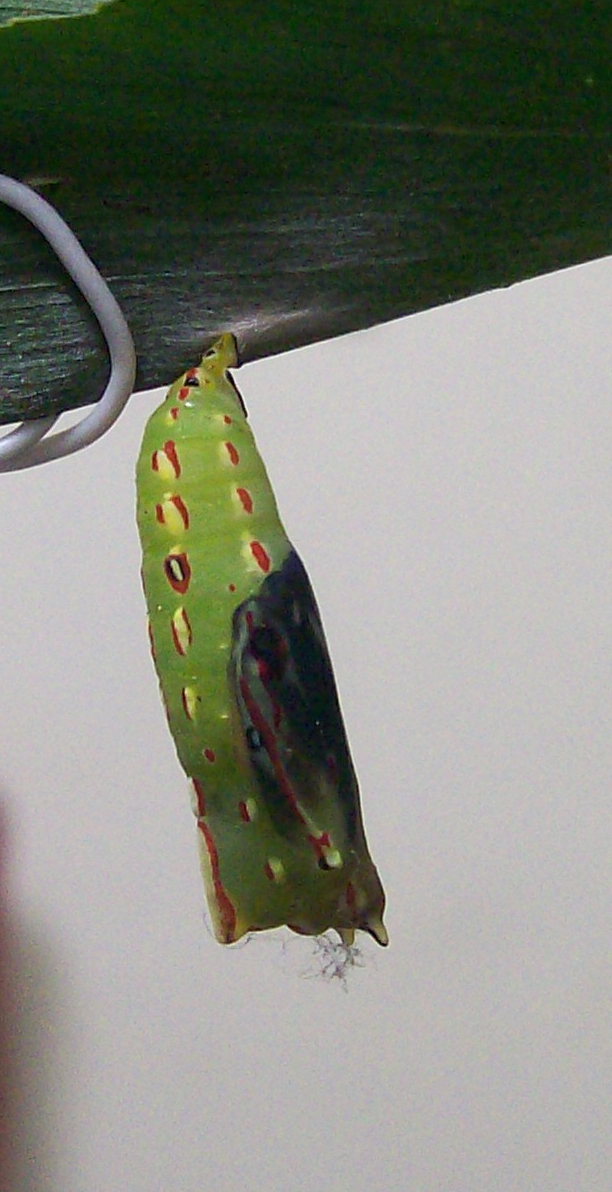
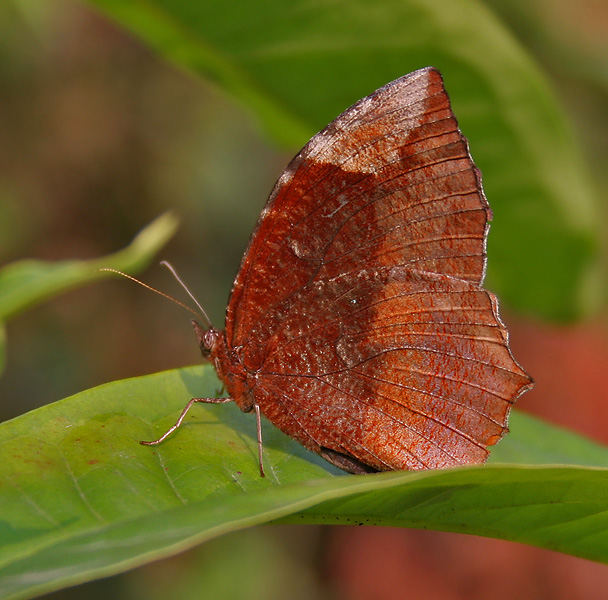